# Deutsche Leichtathletik-Meisterschaften 1899
Die 2. Deutschen Leichtathletik-Meisterschaften wurden 1899 in drei Disziplinen in drei verschiedenen Städten zu drei unterschiedlichen Terminen ausgetragen.

## Zeitplan und Austragungsorte
| Datum         | Disziplin | Ort          |
| ------------- | --------- | ------------ |
| 14. Mai       | 100 m     | Straßburg    |
| 6. August     | 200 m     | Braunschweig |
| 24. September | 1500 m    | Pforzheim    |

## Medaillengewinner
| Disziplin | Gold                                 | Leistung   | Silber                             | Leistung   | Bronze                                   | Leistung |
| --------- | ------------------------------------ | ---------- | ---------------------------------- | ---------- | ---------------------------------------- | -------- |
| 100 m     | Arnold Landvoigt (Neuenheim College) | 11,0 s0    | Paul Fischer (Altona 93)           | 11,4 s0    | A. Scherwitz (Straßburger FV)            |          |
| 200 m     | Kurt Doerry (VfS Excelsior Berlin)   | 23,2 s0    | Wilhelm Namendorff (Hannover 96)   |            | Paul Fischer (Altona 93)                 |          |
| 1500 m    | Franz Duhne (SC Germania Hamburg)    | 5:01,0 min | Ernst Schweikert (1. FC Pforzheim) | 5:06,0 min | Wilhelm Strobel (Athletenbund Stuttgart) |          |